# Forbidden World
Forbidden World è un film del 1982 diretto da Allan Holzman.
Si tratta del sequel del film Il pianeta del terrore (1981).

## Trama
In un lontano futuro, in una stazione di ricerca genetica situata sul remoto pianeta desertico di Xarbia, un gruppo di ricercatori ha creato una creatura sperimentale che hanno chiamato "Soggetto 20". Questa forma di vita è stata costruita con il ceppo sintetico del DNA, "Proto B", ed era destinata ad evitare una crisi alimentare a livello di galassia. Tuttavia "Soggetto 20" muta rapidamente ed in modo incontrollabile ed uccide tutti gli animali presenti nel laboratorio prima di rinchiudersi dentro ad un bozzolo. Una volta uscito da esso, la creatura inizia ad uccidere il personale della stazione, a partire dal tecnico incaricato di pulire il laboratorio.
Il risolutore di problemi Mike Colby, accompagnato dal suo assistente robot SAM-104, viene chiamato ad indagare sul problema. Una volta arrivato sul posto, la decisione dell'uomo di eliminare "Soggetto 20" per prevenire ulteriori morti si scontra con la segretezza e la resistenza dei ricercatori. Lo staff della stazione comprende il capo della ricerca, Gordon Hauser, la sua assistente Barbara Glaser, l'assistente di laboratorio Tracy Baxter, il capo della sicurezza della stazione e Cal Timbergen, il capo della sezione di batteriologia.
Mentre "Soggetto 20" continua ad uccidere la maggior parte dell'equipaggio della stazione, viene svelata la ragione di tanta segretezza da parte dei ricercatori. La creatura infatti ha dentro di sé del DNA umano ed il suo metodo di uccisione consiste nell'iniettare nella sua preda il ceppo del Proto B DNA che procede quindi a rimuovere tutte le differenze genetiche all'interno di specifiche cellule. Il risultato è che il corpo della vittima si scioglie lentamente in una sostanza gelatinosa composta da proteine pure che "Soggetto 20" consuma per il sostentamento. La creatura successivamente si evolve in un enorme essere simile ad un insetto con una grande bocca piena di denti aguzzi, ma dopo aver divorato il fegato affetto da cancro di Cal si autodistrugge dall'interno. Mike e Tracy sono i soli sopravvissuti alla vicenda.

## Produzione
Secondo quanto riferito dal regista Allan Holzman, egli ha iniziato a girare senza una sceneggiatura con queste istruzioni di Corman: "Hai quattro giorni per scrivere, produrre e dirigere un'opening dai sette agli otto minuti di un film sullo spazio…  Ti darò un astronauta ed un robot, e se hai bisogno di ispirazione, ho sempre voluto fare una versione di Lawrence of Arabia nello spazio."
Il film riutilizza gli stessi set cinematografici disegnati da James Cameron per Il pianeta del terrore e fa anche uso di filmati riciclati dal film del 1980 I magnifici sette nello spazio.
Il personaggio interpretato da Dawn Dunlap in origine doveva essere interpretato da una donna molto più anziana, una ex coniglietta di Playboy. La Dunlap partecipò al provino per il ruolo un giorno prima che iniziassero le riprese ed il regista Allan Holzman chiese ai produttori di scritturarla per la parte.
Il film è stato girato in soli 20 giorni.
Dopo una proiezione di prova nel corso della quale il pubblico si mise a ridere, il produttore Roger Corman rimosse dal film circa sei minuti. La versione integrale del film, con il titolo originale di "Mutant" è stata resa disponibile solamente nel 2010 con l'uscita del DVD del film edito dalla Shout! Factory.

## Accoglienza

### Botteghino
Girato con un budget inferiore al milione di dollari, il film incassò ai botteghini la cifra di 4 milioni di dollari.

### Critica
In generale il film è stato criticato come un'imitazione economica e sfrenata del film Alien, con sesso, nudità, un montaggio irregolare, effetti speciali economici ed una traccia audio che alcuni hanno trovato spiacevole.
Il sito Rotten Tomatoes attribuisce al film un punteggio del 60% basato su recensioni di 5 critici.
Il Los Angeles Times lo definì "vivace, divertente e macabro."

## Riconoscimenti[6]
- 1983 - Saturn Award
  - Nomination Miglior film a basso budget
  - Nomination Miglior trucco a Sue Dolph
  - Nomination Migliori effetti speciali a Tom Campbell, William T. Conway, John Carl Buechler e Steve Neill

## Remake
Il film è stato rifatto nel 1991 con il titolo Terrore nello spazio, del quale Corman è stato produttore esecutivo. Il remake ha delle variazioni minori, ma conserva ancora la trama e lo stile dei personaggi dell'originale, riferendosi anche al virus mutato come una "metamorfosi" come fu per l'originale.